# Игнатий Мраморноостровен
Игнатий (на гръцки: Ιγνάτιος, Игнатиос) е гръцки духовник, митрополит на Вселенската патриаршия.

## Биография
Роден е в село Скопия (Балъклъ) на остров Алони (Пашалиманъ) в Мраморно море. Служи като архидякон на митрополит Антим Ефески (1845 - 1853). По време на първото управление на патриарх Йоаким II Константинополски (1860 - 1863), Игнатий служи като велик архидякон на Патриаршията от 25 януари 1860 година до 5 март 1861 година. На 11 март 1861 година е ръкоположен за литицки митрополит. На 14 януари 1892 година е избран той е избран за мраморноостровен митрополит срещу протосингелите на Халкидонската и на Митилинската митрополия. Умира в епархията си на 4 октомври 1893 година.